# Vřesník
Vřesník är ett berg i Tjeckien.   Det ligger i regionen Olomouc, i den östra delen av landet, 200 km öster om huvudstaden Prag. Toppen på Vřesník är 1 342 meter över havet. Vřesník ingår i Hrubý Jeseník.
Terrängen runt Vřesník är huvudsakligen kuperad.Runt Vřesník är det glesbefolkat, med 12 invånare per kvadratkilometer. Närmaste större samhälle är Šumperk, 17,9 km sydväst om Vřesník. I omgivningarna runt Vřesník växer i huvudsak blandskog.